# 道の駅たいら
道の駅たいら（みちのえき たいら）は、富山県南砺市東中江にある国道156号の道の駅である。愛称は五箇山和紙の里（ごかやまわしのさと、報道などでは施設名と併記して表記される場合がある）。

## 概要
1996年（平成8年）9月17日、平村（当時）の村営施設の情報交流館と和紙体験館を開設。翌年の1997年（平成9年）4月17日に追加施設として和紙工芸研究館（1982年開設）に生産物直売所などを開設した。その後、2002年（平成14年）4月10日に「たいら五箇山和紙の里」としてリニューアルオープンした。
2017年（平成29年）11月26日から11月30日まで、自動運転車を使用した自動運転サービスの実証実験を、当駅と相倉集落間で実施。南砺市が国土交通省に公募し選定されたもので、実験車両にはアイサンテクノロジーが製作しベースとなるトヨタ・エスティマを使用。国道156号などを経由する形で実施された。また、この実験では、特定の条件下でドライバーを介さずに自動運転システムが運転を行う自動運転レベル4での実験も実施された。

## 施設
- 駐車場
  - 普通車：70台[3]
  - 大型車：5台[3]
  - 身障者用：1台[3]
- トイレ（いずれも24時間利用可能）
  - 男：大 2器、小 6器
  - 女：7器
  - 身障者用：1器
- 五箇山和紙の里物産館
  - 五箇山の味 ふるさと(レストラン、10:00 - 18:00)[3]
  - 物産館「五箇山特産 朝あけ」(物産売店、10:00 - 17:00)[3]
- 和紙体験館・和紙工芸研究館（9:00 - 17:00)[1][3]
- たいら郷土館[5] (9:00 - 17:00、見学は予約が必要)[1][3]
- 体験交流施設「たいらマウンテンスクール」

### 管理団体
- 設置者：南砺市
- 指定管理者：一般財団法人五箇山和紙の里[14][15]

## 休館日
- 五箇山特産 朝あけ：年中無休
- 五箇山の味 ふるさと：毎週月曜日[3]
- 和紙体験館・和紙工芸研究館・たいらマウンテンスクール：年末年始[3]
- たいら郷土館：12月1日から翌年3月31日まで[1]

## アクセス
- 国道156号 - 登録路線
- 東海北陸自動車道五箇山ICより約25分。
- 東海北陸自動車道福光ICより約35分。

## 周辺
- 庄川
- 相倉合掌集落